# Phulpur
Phulpur es un pueblo y nagar Panchayat situado en el distrito de Prayagraj en el estado de Uttar Pradesh (India). Su población es de 22998 habitantes (2011). 

## Demografía
Según el  censo de 2001 la población de Phulpur era de 21066 habitantes, de los cuales  el 54% eran hombres y el 46% eran mujeres. Phulpur tiene una tasa media de alfabetización del 60%, superior a la media nacional del 59,5%: la alfabetización masculina es del 70%, y la alfabetización femenina del 49%.